# 北条淳時
北条 淳時（ほうじょう あつとき）は、鎌倉時代末期の武士。北条氏の一族（金沢流）。父は第15代執権北条貞顕の嫡男貞将。兄に忠時がおり淳時は次男である。

## 生涯
元弘3年/正慶2年（1333年）2月に伊勢に下向している。同年の5月22日に鎌倉が新田義貞に攻められ、東勝寺合戦で祖父や父、兄が自害、討死して鎌倉幕府は滅亡した。
5月24日、足利高氏は吉見円忠に命じて伊勢に残る凶徒を追討するように命じた。この命令を受けた吉見は伊勢三重郡の地頭や御家人に対して6月3日に小河（三重県一志郡嬉野町）に集まるように命じた。それに誘い出される形で淳時ら伊勢にいた北条一族は呼び出しに応じて殺害されたという。